# 谢戈季农村居民点
谢戈季农村居民点（俄语：Сеготское сельское поселение）是俄罗斯联邦伊万诺沃州普切日区所属的一个农村居民点。其下辖有82个居民点，行政中心为谢戈季。据2016年统计，该农村居民点的人口为1212人。